# Схід – Захід (газопровід у Саудівській Аравії)
Схід – Захід (газопровід у Саудівській Аравії) – трубопровідна система, яка забезпечує подачу блакитного палива на захід Саудівської Аравії.
В 1989 році завершили прокладання нафтопроводу Iraqi Pipeline in Saudi Arabia (IPSA), який починався на півдні Іраку та прямував до розташованого на західному узбережжі Саудівської Аравії порту Янбу. При цьому на 615-му кілометрі від початку він сходився з саудійським нафтопровідним коридором Абкайк – Янбу в районі належної до останнього насосної станції №3 (Pumping Station 3, PS3), яка знаходилась на 957-му кілометрі (KP957) траси Абкайк – Янбу. Перші 615км траси IPSA були виконані в діаметрі 1200 мм, далі йшла ділянка завдовжки 863 км з діаметром 1400 мм, а на останніх 90 км траси труби мали діаметр 1050 мм. 
Проект IPSA виник на тлі Ірано-іракської війни та повинен було забезпечити експорт іракської нафти в обхід Перської затоки, де танкери потрапляли під удари Ірану. Втім, зазначена війна завершилась в 1988-му, а вже за два роки Ірак напав на Кувейт, чим надовго зіпсував відносини з Саудівською Аравією. В 2001-му остання конфіскувала IPSA за борги та не пізніше середини 2000-х конвертувала його західну ділянку – після PS3 – у газопровід Схід – Захід. Ресурс для перекачування міг надходити через газопровід Шедгам – Ер-Ріяд, який сходився зі Схід – Захід на PS3 та далі прямував чотири десятки кілометрів в одному коридорі до відмітки KP916 (для системи Абкайк – Янбу нульовий кілометр розташований у Янбу).
В середині 2010-х спорудили дві ділянки другої нитки системи Схід – Захід:
- першу секцію довжиною 310 км з діаметром 1400 мм, яка починалась на відмітці KP916 та прямувала до насосної станції №7 (PS7);
- третю секцію довжиною 192 км від насосної станції №11 (PS11) до Янбу;
Обидві вони мали діаметр 1400 мм, так само, як і друга (центральна) секція другої нитки довжиною 422 км від PS7 до PS11, тендер на яку оголосили в 2015-му. 
В тих же 2010-х відбувалось і підсилення системи Шедгам – Ер-Ріяд, що мало забезпечити ресурс для перекачування по Схід - Захід. З іншої сторони, був споруджений газопровід-відгалуження до потужної індустріальної зони Рабіг, що починається на відмітці KP65, та оголошений в 2015-му тендер на газопровід-відгалуження Схід-Захід – Ель-Касим, вихідним пунктом якого є насосна станція №6 (PS6).
На трасі газопроводу розташовані ТЕС Ер-Ріяд 11, ТЕС Ер-Ріяд 12 та ТЕС Ер-Ріяд 13, а в Янбу великими споживачами блакитного палива можуть бути ТЕС Медина-Янбу, ТЕС Янбу 1 та ТЕС Янбу 3. 